# 太極柱
太極柱（たいきょくちゅう、たいきょくはしら）は、宮城を造営する際、君主が世界を支配するために天（神）と繋がる中心点たる太極殿に建てられる重要な柱。
地方によっては、大国主神を祀ることから大黒柱ともいい、太い柱を大黒柱と一概にいうわけではない。
伊勢神宮正殿に見られる心御柱も、日本の神が木や柱を依り代（よりしろ）とするため、神が依り憑く神籬 (ひもろぎ)としている。